# Padra
Padra là một thành phố và khu đô thị của quận Vadodara thuộc bang Gujarat, Ấn Độ.

## Địa lý
Padra có vị trí 22°14′B 73°05′Đ / 22,23°B 73,08°Đ Nó có độ cao trung bình là 79 mét (259 feet).

## Nhân khẩu
Theo điều tra dân số năm 2001 của Ấn Độ, Padra có dân số 35.922 người. Phái nam chiếm 52% tổng số dân và phái nữ chiếm 48%. Padra có tỷ lệ 77% biết đọc biết viết, cao hơn tỷ lệ trung bình toàn quốc là 59,5%: tỷ lệ cho phái nam là 81%, và tỷ lệ cho phái nữ là 72%. Tại Padra, 11% dân số nhỏ hơn 6 tuổi.